# Ельмгрена-1 тема
Те́ма Ельмгрена - 1 — тема в шаховій композиції. Суть теми — в початковій позиції в чорних, крім короля, є ще не менше трьох фігур, які можуть ходити, а в білих така ж кількість хибних спроб, кожна з яких спростовується ходом однієї з чорних фігур.

## Історія
Цю ідею запропонував в 1946 році шведський шаховий композитор Бертіл Ельмгрен (23.05.1912 — ?).
Білі роблять, що найменше, три хибних вступних ходи, а чорні кожного разу спростовують спробу іншою  фігурою (не королем).
Ця ідея дістала назву — тема Ельмгрена - 1, оскільки Б. Ельмгрен є автором ще однієї теми, яка має назву — тема Ельмгрена - 2.
|   | a | b | c | d | e | f | g | h |   |
| 8 | a8 білий король · b8 білий кінь · c8 чорний король · a7 біла тура · d7 білий кінь · e7 білий слон · b6 білий пішак · c6 чорна тура · c4 чорна тура · d3 білий ферзь · h2 чорний слон | a8 білий король · b8 білий кінь · c8 чорний король · a7 біла тура · d7 білий кінь · e7 білий слон · b6 білий пішак · c6 чорна тура · c4 чорна тура · d3 білий ферзь · h2 чорний слон | a8 білий король · b8 білий кінь · c8 чорний король · a7 біла тура · d7 білий кінь · e7 білий слон · b6 білий пішак · c6 чорна тура · c4 чорна тура · d3 білий ферзь · h2 чорний слон | a8 білий король · b8 білий кінь · c8 чорний король · a7 біла тура · d7 білий кінь · e7 білий слон · b6 білий пішак · c6 чорна тура · c4 чорна тура · d3 білий ферзь · h2 чорний слон | a8 білий король · b8 білий кінь · c8 чорний король · a7 біла тура · d7 білий кінь · e7 білий слон · b6 білий пішак · c6 чорна тура · c4 чорна тура · d3 білий ферзь · h2 чорний слон | a8 білий король · b8 білий кінь · c8 чорний король · a7 біла тура · d7 білий кінь · e7 білий слон · b6 білий пішак · c6 чорна тура · c4 чорна тура · d3 білий ферзь · h2 чорний слон | a8 білий король · b8 білий кінь · c8 чорний король · a7 біла тура · d7 білий кінь · e7 білий слон · b6 білий пішак · c6 чорна тура · c4 чорна тура · d3 білий ферзь · h2 чорний слон | a8 білий король · b8 білий кінь · c8 чорний король · a7 біла тура · d7 білий кінь · e7 білий слон · b6 білий пішак · c6 чорна тура · c4 чорна тура · d3 білий ферзь · h2 чорний слон | 8 |
| 7 | a8 білий король · b8 білий кінь · c8 чорний король · a7 біла тура · d7 білий кінь · e7 білий слон · b6 білий пішак · c6 чорна тура · c4 чорна тура · d3 білий ферзь · h2 чорний слон | a8 білий король · b8 білий кінь · c8 чорний король · a7 біла тура · d7 білий кінь · e7 білий слон · b6 білий пішак · c6 чорна тура · c4 чорна тура · d3 білий ферзь · h2 чорний слон | a8 білий король · b8 білий кінь · c8 чорний король · a7 біла тура · d7 білий кінь · e7 білий слон · b6 білий пішак · c6 чорна тура · c4 чорна тура · d3 білий ферзь · h2 чорний слон | a8 білий король · b8 білий кінь · c8 чорний король · a7 біла тура · d7 білий кінь · e7 білий слон · b6 білий пішак · c6 чорна тура · c4 чорна тура · d3 білий ферзь · h2 чорний слон | a8 білий король · b8 білий кінь · c8 чорний король · a7 біла тура · d7 білий кінь · e7 білий слон · b6 білий пішак · c6 чорна тура · c4 чорна тура · d3 білий ферзь · h2 чорний слон | a8 білий король · b8 білий кінь · c8 чорний король · a7 біла тура · d7 білий кінь · e7 білий слон · b6 білий пішак · c6 чорна тура · c4 чорна тура · d3 білий ферзь · h2 чорний слон | a8 білий король · b8 білий кінь · c8 чорний король · a7 біла тура · d7 білий кінь · e7 білий слон · b6 білий пішак · c6 чорна тура · c4 чорна тура · d3 білий ферзь · h2 чорний слон | a8 білий король · b8 білий кінь · c8 чорний король · a7 біла тура · d7 білий кінь · e7 білий слон · b6 білий пішак · c6 чорна тура · c4 чорна тура · d3 білий ферзь · h2 чорний слон | 7 |
| 6 | a8 білий король · b8 білий кінь · c8 чорний король · a7 біла тура · d7 білий кінь · e7 білий слон · b6 білий пішак · c6 чорна тура · c4 чорна тура · d3 білий ферзь · h2 чорний слон | a8 білий король · b8 білий кінь · c8 чорний король · a7 біла тура · d7 білий кінь · e7 білий слон · b6 білий пішак · c6 чорна тура · c4 чорна тура · d3 білий ферзь · h2 чорний слон | a8 білий король · b8 білий кінь · c8 чорний король · a7 біла тура · d7 білий кінь · e7 білий слон · b6 білий пішак · c6 чорна тура · c4 чорна тура · d3 білий ферзь · h2 чорний слон | a8 білий король · b8 білий кінь · c8 чорний король · a7 біла тура · d7 білий кінь · e7 білий слон · b6 білий пішак · c6 чорна тура · c4 чорна тура · d3 білий ферзь · h2 чорний слон | a8 білий король · b8 білий кінь · c8 чорний король · a7 біла тура · d7 білий кінь · e7 білий слон · b6 білий пішак · c6 чорна тура · c4 чорна тура · d3 білий ферзь · h2 чорний слон | a8 білий король · b8 білий кінь · c8 чорний король · a7 біла тура · d7 білий кінь · e7 білий слон · b6 білий пішак · c6 чорна тура · c4 чорна тура · d3 білий ферзь · h2 чорний слон | a8 білий король · b8 білий кінь · c8 чорний король · a7 біла тура · d7 білий кінь · e7 білий слон · b6 білий пішак · c6 чорна тура · c4 чорна тура · d3 білий ферзь · h2 чорний слон | a8 білий король · b8 білий кінь · c8 чорний король · a7 біла тура · d7 білий кінь · e7 білий слон · b6 білий пішак · c6 чорна тура · c4 чорна тура · d3 білий ферзь · h2 чорний слон | 6 |
| 5 | a8 білий король · b8 білий кінь · c8 чорний король · a7 біла тура · d7 білий кінь · e7 білий слон · b6 білий пішак · c6 чорна тура · c4 чорна тура · d3 білий ферзь · h2 чорний слон | a8 білий король · b8 білий кінь · c8 чорний король · a7 біла тура · d7 білий кінь · e7 білий слон · b6 білий пішак · c6 чорна тура · c4 чорна тура · d3 білий ферзь · h2 чорний слон | a8 білий король · b8 білий кінь · c8 чорний король · a7 біла тура · d7 білий кінь · e7 білий слон · b6 білий пішак · c6 чорна тура · c4 чорна тура · d3 білий ферзь · h2 чорний слон | a8 білий король · b8 білий кінь · c8 чорний король · a7 біла тура · d7 білий кінь · e7 білий слон · b6 білий пішак · c6 чорна тура · c4 чорна тура · d3 білий ферзь · h2 чорний слон | a8 білий король · b8 білий кінь · c8 чорний король · a7 біла тура · d7 білий кінь · e7 білий слон · b6 білий пішак · c6 чорна тура · c4 чорна тура · d3 білий ферзь · h2 чорний слон | a8 білий король · b8 білий кінь · c8 чорний король · a7 біла тура · d7 білий кінь · e7 білий слон · b6 білий пішак · c6 чорна тура · c4 чорна тура · d3 білий ферзь · h2 чорний слон | a8 білий король · b8 білий кінь · c8 чорний король · a7 біла тура · d7 білий кінь · e7 білий слон · b6 білий пішак · c6 чорна тура · c4 чорна тура · d3 білий ферзь · h2 чорний слон | a8 білий король · b8 білий кінь · c8 чорний король · a7 біла тура · d7 білий кінь · e7 білий слон · b6 білий пішак · c6 чорна тура · c4 чорна тура · d3 білий ферзь · h2 чорний слон | 5 |
| 4 | a8 білий король · b8 білий кінь · c8 чорний король · a7 біла тура · d7 білий кінь · e7 білий слон · b6 білий пішак · c6 чорна тура · c4 чорна тура · d3 білий ферзь · h2 чорний слон | a8 білий король · b8 білий кінь · c8 чорний король · a7 біла тура · d7 білий кінь · e7 білий слон · b6 білий пішак · c6 чорна тура · c4 чорна тура · d3 білий ферзь · h2 чорний слон | a8 білий король · b8 білий кінь · c8 чорний король · a7 біла тура · d7 білий кінь · e7 білий слон · b6 білий пішак · c6 чорна тура · c4 чорна тура · d3 білий ферзь · h2 чорний слон | a8 білий король · b8 білий кінь · c8 чорний король · a7 біла тура · d7 білий кінь · e7 білий слон · b6 білий пішак · c6 чорна тура · c4 чорна тура · d3 білий ферзь · h2 чорний слон | a8 білий король · b8 білий кінь · c8 чорний король · a7 біла тура · d7 білий кінь · e7 білий слон · b6 білий пішак · c6 чорна тура · c4 чорна тура · d3 білий ферзь · h2 чорний слон | a8 білий король · b8 білий кінь · c8 чорний король · a7 біла тура · d7 білий кінь · e7 білий слон · b6 білий пішак · c6 чорна тура · c4 чорна тура · d3 білий ферзь · h2 чорний слон | a8 білий король · b8 білий кінь · c8 чорний король · a7 біла тура · d7 білий кінь · e7 білий слон · b6 білий пішак · c6 чорна тура · c4 чорна тура · d3 білий ферзь · h2 чорний слон | a8 білий король · b8 білий кінь · c8 чорний король · a7 біла тура · d7 білий кінь · e7 білий слон · b6 білий пішак · c6 чорна тура · c4 чорна тура · d3 білий ферзь · h2 чорний слон | 4 |
| 3 | a8 білий король · b8 білий кінь · c8 чорний король · a7 біла тура · d7 білий кінь · e7 білий слон · b6 білий пішак · c6 чорна тура · c4 чорна тура · d3 білий ферзь · h2 чорний слон | a8 білий король · b8 білий кінь · c8 чорний король · a7 біла тура · d7 білий кінь · e7 білий слон · b6 білий пішак · c6 чорна тура · c4 чорна тура · d3 білий ферзь · h2 чорний слон | a8 білий король · b8 білий кінь · c8 чорний король · a7 біла тура · d7 білий кінь · e7 білий слон · b6 білий пішак · c6 чорна тура · c4 чорна тура · d3 білий ферзь · h2 чорний слон | a8 білий король · b8 білий кінь · c8 чорний король · a7 біла тура · d7 білий кінь · e7 білий слон · b6 білий пішак · c6 чорна тура · c4 чорна тура · d3 білий ферзь · h2 чорний слон | a8 білий король · b8 білий кінь · c8 чорний король · a7 біла тура · d7 білий кінь · e7 білий слон · b6 білий пішак · c6 чорна тура · c4 чорна тура · d3 білий ферзь · h2 чорний слон | a8 білий король · b8 білий кінь · c8 чорний король · a7 біла тура · d7 білий кінь · e7 білий слон · b6 білий пішак · c6 чорна тура · c4 чорна тура · d3 білий ферзь · h2 чорний слон | a8 білий король · b8 білий кінь · c8 чорний король · a7 біла тура · d7 білий кінь · e7 білий слон · b6 білий пішак · c6 чорна тура · c4 чорна тура · d3 білий ферзь · h2 чорний слон | a8 білий король · b8 білий кінь · c8 чорний король · a7 біла тура · d7 білий кінь · e7 білий слон · b6 білий пішак · c6 чорна тура · c4 чорна тура · d3 білий ферзь · h2 чорний слон | 3 |
| 2 | a8 білий король · b8 білий кінь · c8 чорний король · a7 біла тура · d7 білий кінь · e7 білий слон · b6 білий пішак · c6 чорна тура · c4 чорна тура · d3 білий ферзь · h2 чорний слон | a8 білий король · b8 білий кінь · c8 чорний король · a7 біла тура · d7 білий кінь · e7 білий слон · b6 білий пішак · c6 чорна тура · c4 чорна тура · d3 білий ферзь · h2 чорний слон | a8 білий король · b8 білий кінь · c8 чорний король · a7 біла тура · d7 білий кінь · e7 білий слон · b6 білий пішак · c6 чорна тура · c4 чорна тура · d3 білий ферзь · h2 чорний слон | a8 білий король · b8 білий кінь · c8 чорний король · a7 біла тура · d7 білий кінь · e7 білий слон · b6 білий пішак · c6 чорна тура · c4 чорна тура · d3 білий ферзь · h2 чорний слон | a8 білий король · b8 білий кінь · c8 чорний король · a7 біла тура · d7 білий кінь · e7 білий слон · b6 білий пішак · c6 чорна тура · c4 чорна тура · d3 білий ферзь · h2 чорний слон | a8 білий король · b8 білий кінь · c8 чорний король · a7 біла тура · d7 білий кінь · e7 білий слон · b6 білий пішак · c6 чорна тура · c4 чорна тура · d3 білий ферзь · h2 чорний слон | a8 білий король · b8 білий кінь · c8 чорний король · a7 біла тура · d7 білий кінь · e7 білий слон · b6 білий пішак · c6 чорна тура · c4 чорна тура · d3 білий ферзь · h2 чорний слон | a8 білий король · b8 білий кінь · c8 чорний король · a7 біла тура · d7 білий кінь · e7 білий слон · b6 білий пішак · c6 чорна тура · c4 чорна тура · d3 білий ферзь · h2 чорний слон | 2 |
| 1 | a8 білий король · b8 білий кінь · c8 чорний король · a7 біла тура · d7 білий кінь · e7 білий слон · b6 білий пішак · c6 чорна тура · c4 чорна тура · d3 білий ферзь · h2 чорний слон | a8 білий король · b8 білий кінь · c8 чорний король · a7 біла тура · d7 білий кінь · e7 білий слон · b6 білий пішак · c6 чорна тура · c4 чорна тура · d3 білий ферзь · h2 чорний слон | a8 білий король · b8 білий кінь · c8 чорний король · a7 біла тура · d7 білий кінь · e7 білий слон · b6 білий пішак · c6 чорна тура · c4 чорна тура · d3 білий ферзь · h2 чорний слон | a8 білий король · b8 білий кінь · c8 чорний король · a7 біла тура · d7 білий кінь · e7 білий слон · b6 білий пішак · c6 чорна тура · c4 чорна тура · d3 білий ферзь · h2 чорний слон | a8 білий король · b8 білий кінь · c8 чорний король · a7 біла тура · d7 білий кінь · e7 білий слон · b6 білий пішак · c6 чорна тура · c4 чорна тура · d3 білий ферзь · h2 чорний слон | a8 білий король · b8 білий кінь · c8 чорний король · a7 біла тура · d7 білий кінь · e7 білий слон · b6 білий пішак · c6 чорна тура · c4 чорна тура · d3 білий ферзь · h2 чорний слон | a8 білий король · b8 білий кінь · c8 чорний король · a7 біла тура · d7 білий кінь · e7 білий слон · b6 білий пішак · c6 чорна тура · c4 чорна тура · d3 білий ферзь · h2 чорний слон | a8 білий король · b8 білий кінь · c8 чорний король · a7 біла тура · d7 білий кінь · e7 білий слон · b6 білий пішак · c6 чорна тура · c4 чорна тура · d3 білий ферзь · h2 чорний слон | 1 |
|   | a | b | c | d | e | f | g | h |   |

1. Df3? ~ 2. Df8#, 1. ... Lf4!
1. Dd5? ~ 2. Dg8#, 1. ... Tg4!
1. Sf6? ~ 2. Dd7, Dd8#, 1. ... Td6!
1. Sc5! ~ 2. Dd7, Dd8#
1. ... Ld6 2. Df5#
1. ... Td4 2. Da6#
1. ... Td6 2. Tc7#